# 巽泰造
巽 泰造（たつみ たいぞう、1945年12月15日 - ）は、日本の経営者。三協精機社長、会長を務めた。

## 経歴
和歌山県出身。1968年に大阪府立大学経済学部を卒業し、同年4月に三協精機に入社。2001年1月に執行役員に就任し、2003年7月に常務を経て、2004年3月には社長に就任。2006年6月に取締役相談役に就任。